# Tănase Scatiu
Tănase Scatiu és una pel·lícula romanesa de 1976 dirigida per Dan Pița i protagonitzada pels actors Eliza Petrăchescu, Victor Rebengiuc i Vasile Nițulescu. Es basa en la novel·la del mateix nom escrita per Duiliu Zamfirescu. Fou projectada dins de la selecció oficial del Festival Internacional de Cinema de Sant Sebastià 1977.

## Sinopsi
Dinu Murguleț (Vasile Nițulescu) és un boiar apressat pels deutes. Obligat per les circumstàncies, aprova el matrimoni de la seva filla Tincuța (Cristina Nuțu), amb l'ancià Tănase Sotirescu dit Scatiu (Victor Rebengiuc), tot i que no pot suportar-lo, aj que el considera un groller. En poc temps, Scatiu roba la fortuna del boiar i es converteix en diputat. Però el seu matrimoni fracassa, a més, Scatiu ha d'enfrontar-se a una forta revolta dels camperols de la finca que finalment el maten.

## Repartiment
- Victor Rebengiuc - Tănase Sotirescu zis Scatiu
- Eliza Petrăchescu - Profira, mama lui Tanase
- Vasile Nițulescu - Dinu Murgulet
- Catalina Pintilie - Sasa, soția lui Matei Damian
- András Csiky - Matei Damian, verișorul Tincuței
- Dan Nuțu - Mihai Comanesteanu
- Cristina Schiopu - Tincuta, soția lui Tanase
- Rodica Tapalagă- Aglaia
- Carmen Galin - Sita, surdomuta
- Aristide Teică- sluga
- Victor Strengaru - Nae
- Corina Constantinescu - Sofia
- Ioana Ciomârtan - Diamandula, sora lui Dinu Murgulet
- Ada D'Albon Azimioara - Miss Scharp
- Costel Constantin - Marin
- Mitică Popescu - Lefter
- Ferenc Bencze - Costea
- Zoltán Vadász - ministrul
- Ovidiu Schumacher - Tanase, advocat
- Dorel Vișan - Nichitache
- Constantin Sassu - Isidor bancherul
- Boris Petrov - Tafta, vizitiu
- Adrian Georgescu - Judecător
- Cristina Hoffman - Viky
- Anca Szonyi - Mary
- Mihai Balaban
- Constantin Popa
- Jean Reder
- Cornel Revent - subprefect
- Stefan Gyarmati -
- Florin Zamfirescu
- Mircea Diaconu -
- Alexandru Mihai
- Mihai Gingulescu
- Valer Dellakeza - Florian
- Hamdi Cerchez - revizor
- Virgil Bulandra
- Ion Petrovici
- Nicolae Trandafirescu
- Cornel Ispas
- Anton Toba
- Damian Oancea
- Mircea Codreanu
- Constantin Alexandrescu
- Ileana Iordache - Elena
- Elena Gurgulescu
- Dumitru Ivan
- Dorel Stoia
- Ion Mingheras
- Ion Ciciu
- Emil Bozdogescu
- Dumitru Dimitrie
- Sever Plocon
- Dumitru Ghiuzelea -
- Aurora Sotropa
- Aftene Anton

## Producció
La pel·lícula es va rodar a la comuna de Coțofenii din Față, Dolj, situada a 20 km. de Craiova. Es va fer servir una mansió aristocràtica de 200 anys, declarada monument històric des del 2004, però abandonada. Alguns camperols locals van actuar en aquesta pel·lícula durant tres mesos, pagant-se-li cada dia 50 lei.